# Burg Wilhering
Die Burg Wilhering, auch Burg Ufer genannt, ist eine abgegangene Höhenburg im gleichnamigen Ortsteil der Gemeinde Wilhering im Bezirk Linz-Land von Oberösterreich. Im 19. Jahrhundert ist noch zwischen einer Burg Wilhering und Alt-Wilhering unterscheiden worden. Letztere dürfte ein römisches Bauwerk gewesen sein, das 1935 ergraben worden ist.

## Geschichte
Die Burg Wilhering bzw. Ufer war die Stammburg der hochfreien Herren von Wilhering-Waxenberg. Die Burg Wilhering ist vermutlich schon in der 2. Hälfte des 11. Jahrhunderts erbaut worden. Als „Castrum“ wird sie allerdings erst um 1146/49 urkundlich erwähnt.
Über die Geschichte des Geschlechts der Wilheringer ist nur wenig bekannt. Der häufig genannte Alram von Wilhering wird nur in einem gefälschten Stiftsbrief des Nonnenklosters Erla erwähnt und hat daher vermutlich nie existiert. Als ältester Vertreter des Geschlechtes ist Aribo de Wilheringen nachgewiesen; er tritt in den Traditionen des Klosters Vornbach unter zahlreichen Vertretern des Formbacher Grafengeschlechtes zusammen mit Bernhard von Aschach auf. Aribo dürfte nördlich der Donau Rodungen vorgenommen haben; diese Rodungstätigkeit wurde ab 1100 von Ulrich I. von Wilhering stark intensiviert. Ulrich I. und seine Gemahlin Otilia gründeten 1110 die Pfarre Gramastetten, die durch den Passauer Bischof Udalrich umgehend den Rang einer Pfarre erhielt. Um diese Zeit dürften auch die bedeutenden Burgen Ottensheim, Rotenfels und Waxenberg errichtet worden sein. Ulrich II. und sein Bruder Cholo II. betrieben in Wilhering die Gründung eines Zisterzienserklosters, die um 1146 abgeschlossen war. Die Burg Wilhering dürfte aufgegeben und beim Bau der Klosterkirche von 1195 als Steinbruch verwendet worden sein. Gleichzeitig mit der Gründung des Klosters verlegten die Herren von Wilhering ihren Herrschaftssitz auf die wesentlich sicherere Burg Waxenberg inmitten ihres Rodungsbezirkes.
1147 brach Ulrich II. gemeinsam mit Bernhard von Trixen zum zweiten Kreuzzug auf, von dem er nicht mehr zurückkehren sollte. Am 25. September 1154 starben die Wilhering-Waxenberger mit Cholo II. im Mannesstamm aus.
Cholos Tochter Elisabeth übernahm das väterliche Erbe; sie heiratete um 1170 Wernherr von Griesbach, einen bedeutenden Vertreter eines in Bayern ansässigen, hochfreien Geschlechtes im Gefolge der Babenberger Herzöge. Wernherr nahm 1181 am Reichstag von Kaiser Friedrich Barbarossa in Nürnberg teil. Aus dieser Ehe entstammen drei Söhne: Walchun, Cholo und Heinrich. Um das Jahr 1209 ist jenes Ereignis anzusetzen, bei dem Walchun, der die Herrschaft Wilhering-Waxenberg übernehmen sollte, durch einen Pfeil durchbohrt wurde und starb. Cholo von Griesbach, dem nach dem Tod seines Bruders das Erbe zugedacht war, starb im Jahr 1214. Der dritte Bruder Heinrich, der ursprünglich für eine geistliche Laufbahn bestimmt war und als Pfarrer von Gramastetten und Kanonikus von Bamberg bezeugt ist, trat in den Laienstand über und vereinigte den Besitz der Griesbacher und Wilhering-Waxenberger in einer Hand. Er starb um das Jahr 1221 und damit war auch das Geschlecht der Griesbacher im Mannesstamm beendet.
Nach seinem Tod meldeten sowohl der Bischof von Passau wie auch die Babenberger Ansprüche auf das Erbe an. Nachdem sich beide Parteien geeinigt hatten, gelangte der gesamte Griesbacher Besitz westlich der Großen Mühl in die Hände des Bistums Passau; die Herrschaft Wilhering-Waxenberg ging an das Haus Babenberg über.

## Stammliste der Edlen von Wilhering-Waxenberg
NN
1. Alram de Wilheringen (um 1050), nicht gesichert
  1. Aribo von Wilhering (1095)
    1. Cholo (nobilis vir, † 1115)
    2. Ulrich I. (um 1105 nobilis homo, 1108–1110 Domvogt von Passau, † 29. Dezember nach 1133), ⚭ Ottilia († 11. April nach 1146)
      1. Ottilia (um 1155, † 1158), ⚭ Gottschalk von Haunsperg nobilis und Wildberg
      2. Elisabeth (1146, † 19. März ??) ⚭ Udalschak (um 1130), ⚭ Babo II. von Amerang und Burg Schleinitz (um 1140–1167)
      3. Ulrich I. d. J. (urk. 1141–1147, † Kreuzzug 1148)
      4. Cholo II. von Wilhering (um 1150) von Rodenfels (1140–1151) († 25. September 1154), ⚭ Benedikta († vor Ehemann, Witwe des Konrad von Sindlburg)
        1. Elisabeth von Waxenberg (urk. 1154, † nach 1214) ⚭ (vor 1180) Werner (Wernherr) von Griesbach (urk. 1160–1197, † Kreuzzug 1198)
          1. Walchun II. von Waxenberg (urk. 1198–1201) und von Griesbach (1194–1206), (gefallen am 11. Februar 1210) ⚭ Gueta (Judith) (um 1210, † 2. Juli ??)
          2. Cholo, 1202 von Griesbach (urk. 1202–1213) (gefallen am 19. Juli 1214) ⚭ Gisela († 30. Januar nach 1214 als Konverse in Stift St. Florian)
          3. Heinrich von Waxenberg (1206 Domherr zu Bamberg und Pfarrherr von Gramastetten) 1217 zu Griesbach (gefallen am 6. Oktober 1221) ⚭ Hedwig († 20. Juni ??)
            1. Hedwig (urk. 1258, † 29. September 1264) ⚭ Wernhart II. von Schaunberg (1217, † 9. April 1266/67)

## Stammliste der Edlen von Griesbach-Waxenberg
NN
1. Adalbero I. Kälbergras (vor 1099), 1108 von Griesbach, († um 1125)
  1. Adalbero II. (urk. 1122–1123)
  2. Walchun I. von Griesbach (urk. 1130–1147, † 1148 auf einem Kreuzzug), ⚭ Richenza (1149, † um 1160)
    1. Werner (Wernherr) von Griesbach (urk. 1160–1197, † 1198 auf einem Kreuzzug), ⚭ Elisabeth von Waxenberg (urk. 1154, † nach 1214)
      1. Walchun II. von Waxenberg (urk. 1198–1201) und von Griesbach (1194–1206), (gefallen am 11. Februar 1210) ⚭ Gueta (Judith) (um 1210, † 2. Juli ??)
      2. Cholo, 1202 von Griesbach (urk. 1202–1213) (gefallen am 19. Juli 1214) ⚭ Gisela († 30. Januar nach 1214 als Konverse in Stift St. Florian)
      3. Heinrich von Waxenberg (1206 Domherr zu Bamberg und Pfarrherr von Gramastetten) 1217 zu Griesbach (gefallen am 6. Oktober 1221) ⚭ Hedwig († 20. Juni ??)
        1. Hedwig (urk. 1258, † 29. September 1264) ⚭ Wernhart II. von Schaunberg (1217, † 9. April 1266/67)

## Burg Wilhering heute

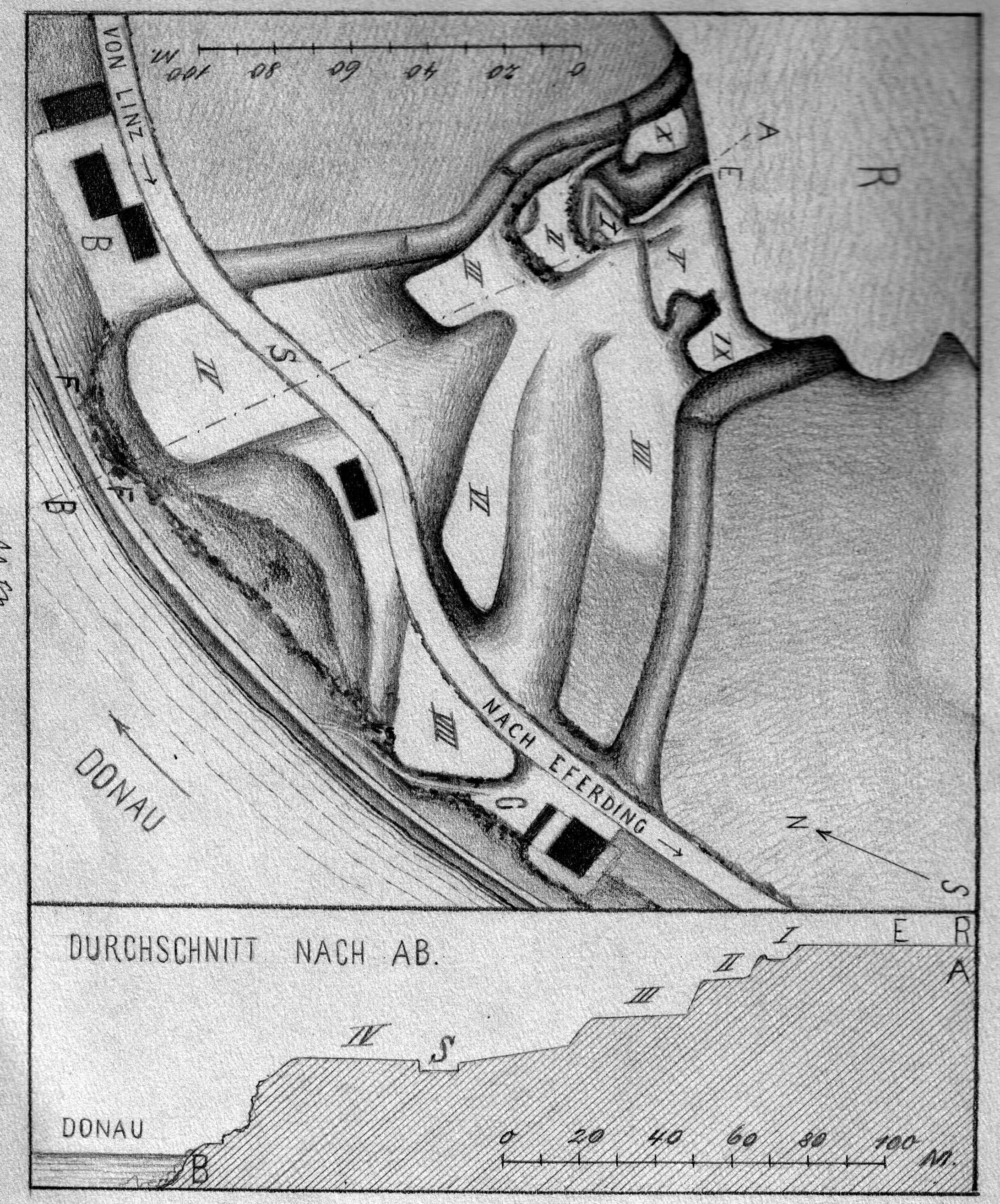
Planskizze der Burg Wilhering von Ludwig Benesch (1911)

Die Burganlage befand sich im 11. und 12. Jahrhundert auf einem Felsenkopf hoch über der Donau an einem alten Flussübergang. Von dieser historisch bedeutenden Anlage ist fast nichts mehr erhalten; lediglich eine Erdsubstruktion ist noch zwischen der Bäckerei Wilflingseder und dem Gasthaus "Dionysos" (ehemals „Donaualm“) in Wilhering erkennbar. Der Kernwerksbereich beträgt nach einem Grabungsbericht von 1932 ca. 25 × 35 m. Bei einer archäologischen Untersuchung des Kernwerksbereichs der einst mächtigen Dynastenburg wurden 1,10–1,30 Meter starke Fundamente freigelegt. Unter einer der Grundmauern fanden sich die Reste einer prähistorischen Feuerstätte und prähistorische, römische sowie mittelalterliche Keramikfragmente sowie ein mit einem Wellenband verzierter Teller aus dem 11. bzw. 12. Jahrhundert und neuzeitliche Topfkacheln.